# Jillian Hall
Jillian Faye Fletcher (* 6. September 1980 in Ashland, Kentucky, USA), besser bekannt unter ihrem Ringnamen Jillian oder Jillian Hall ist eine US-amerikanische Wrestlerin.
Von 2003 bis 2010 trat sie regelmäßig in den Shows von World Wrestling Entertainment auf. Der größte Erfolg ihrer Karriere ist der Erhalt der WWE Divas Championship. Zuvor war Fletcher als Macaela Mercedes bereits seit 1998 in diversen Independent-Ligen aktiv.

## Persönliches
Fletcher besuchte von 1995 bis 1998 die Greenup County High School in Greenup, Kentucky, wo sie als Cheerleaderin und im Turnsport aktiv war. Nach der High School erfolgte für kurze Zeit der Besuch eines Colleges, den sie jedoch aufgrund ihrer Wrestling-Karriere vor einem Abschluss abbrach.
2009 verlobte sich Fletcher mit dem Wrestler John Toland („Tank Toland“).

## Karriere

### Anfänge
Fletcher wurde von Dave Finlay in dessen Wrestling-Schule trainiert. 1998 gab sie ihr Debüt, indem sie unter ihrem damaligen Ringnamen Macaela Mercedes bei verschiedenen Independent-Ligen als Heel auftreten durfte. In dieser Rolle durfte sie an zahlreichen Championships teilnehmen und gewinnen, darunter den Southern States Wrestling Women's Championship-Titel. Sie trat ausschließlich für Frauen-Promotions auf, so zum Beispiel bei G.L.O.R.Y., der Professional Girl Wrestling Association (PGWA) und der Women's Wrestling Alliance (WWA). Sie durfte bei den letzten beiden Ligen sowohl den WWA Women's Championship- als auch den PGWA Championship-Titel erringen.
Fletcher war ebenso bei Hoosier Pro Wrestling (HPW) aktiv, wo sie den Titel des HPW Cruiserweight Championship und des HPW Ladies' Championship erlangen durfte, sowie bei Canadian International Wrestling (CWI), wo man ihr erlaubte, den CIW Indy Women's Championship-Titel zu erhalten. Im Rahmen ihrer Teilnahme bei Mid–States Championship Wrestling (MCW) durfte sie gemäß Storyline den MCW Mid-American-Titel führen, bei Blue Water Championship Wrestling (BWCW) im Anschluss den BWCW Women's-Titel.
Ihren größten Erfolg in einer Independent-Liga durfte sie jedoch bei der Superstar Wrestling Federation (SWF) mit ihrem Sieg beim SWF Women's Championship erlangen, wo sie ebenfalls an mehreren gemischten Matches teilnahm. Zweimal war es ihr erlaubt, den SWF Tag Team Championship-Titel zu halten, davon einmal mit Tiny Tim und einmal mit Randy Allen („The King“).
Im Jahr 2002 und im Frühjahr 2003, arbeitete Fletcher unter dem Ringnamen Mercedes für die kanadische Promotion Apocalypse Wrestling Federation sowie für Wrestle And Respect. Am 23. Januar 2003 durfte Fletcher handlungsgemäß den G.L.O.R.Y. Ladies' Wrestling Championship gegen Beth Phoenix („Fabulous Firebird“) gewinnen.

### World Wrestling Entertainment
Mitte 2003 begann Fletcher für die Aufbauliga von World Wrestling Entertainment, Ohio Valley Wrestling (OVW), unter dem Ringnamen Jillian Hall zu arbeiten und unterzeichnete 2004 zusätzlich einen Entwicklungsvertrag mit dem Marktführer.
Sie trat zunächst als Face in mehreren Matches gegen Mickie James an Später war sie dann das Valet der Blonde Bombers, bestehend aus John Toland („Tank Toland“) und Chad Toland („Chad Wicks“).

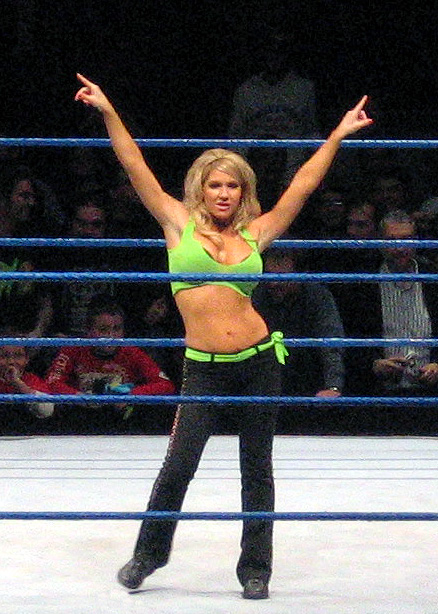
Jillian Hall vor einem Match bei einer SmackDown! House Show 2006.

Fletcher gab ihr TV-Debüt in der WWE am 28. Juli 2005 in SmackDown.
Am 17. Juni 2007 wechselte Fletcher durch die WWE Draft zu RAW, wo sie einen Tag später ihr Debüt im Team mit Melina gab und gegen Mickie James and Candice Michelle gewann.
Am 12. Oktober 2009 bei RAW gewann Fletcher zum ersten und einzigen Mal die WWE Divas Championship von Mickie James. Diesen verlor sie jedoch nur wenige Minuten später an die zurückkehrende Melina. Am 19. November 2010 wurde sie von der WWE entlassen.

## Erfolge
- Blue Water Championship Wrestling

- 1× BWCW Women's Championship

- Canadian International Wrestling

- 1× CIW Indy Women's Championship

- GLORY Wrestling

- 1× GLORY Championship

- Hoosier Pro Wrestling

- 1× HPW Cruiserweight Championship
- 1× HPW Ladies' Championship

- Mid–States Championship Wrestling

- 1× MCW Mid–American Championship

- Professional Girl Wrestling Association

- 1× PGWA Championship

- Southern States Wrestling

- 1× SSW Women's Championship

- Superstar Wrestling Federation

- 2× SWF Tag Team Championship (einmal mit Randy Allen („The King“) und einmal mit Tiny Tim)
- 1× SWF Women's Championship

- Women's Wrestling Alliance

- 1× WWA Women's Championship

- World Wrestling Entertainment

- 1× WWE Divas Championship

- Pro Wrestling Illustrated

- Das Wrestling-Magazin Pro Wrestling Illustrated (PWI) vergab Fletcher 2009 den 28. Platz auf der Liste der 50 Besten Wrestlerinnen

## Sonstiges
Fletcher veröffentlichte ihr erstes Album A Jingle with Jillian am 11. Dezember 2007 via iTunes auf US-Bundesebene. Das Album gelangte kurz nach seinem Erscheinen auf den 20. Platz der UK Holidays Top 100-Charts.